# 陳啓緒
陳啓緒，貴州省貴陽府貴築縣人，清朝政治人物、進士出身。
光緒十六年（1890年）清德宗親政庚寅恩科進士，二甲一百三十一名，同年五月，改翰林院庶吉士，光緒十八年五月，散館，著以知县即用，改湖南知縣。